# Región natural Formación Lara-Falcón
El Sistema Coriano  o Formación Lara-Falcón-Yaracuy--como también se le denomina– es, desde el punto de vista orográfico, la transición entre la Cordillera de la Costa y la de los Andes. Se trata de un relieve diferente, en el cual se destacan las formaciones montañosas y dunas de arenas de más de 21 m s. n. m. en el parque nacional Los Médanos de Coro del estado Falcón,  también existen colinas y cuevas al norte del estado Lara y sus valles intramontañosos; los valles marítimos, llanuras costeras y la península de Paraguaná que conforman la región costera; la depresión Barquisimeto-Carora y la depresión Turbio-Yaracuy. Esta formación, situada en la parte nor-occidental de Venezuela, tiene una extensión aproximada de 52 000 km². Pertenece a la era geológica del Cenozoico. Sus rocas son sedimentarias.
Sus límites son: por el norte el golfo de Venezuela y el Mar Caribe, por el sur la Cordillera de los Andes, por el este Mar Caribe y la depresión de Barquisimeto y por el oeste limita con la depresión del Lago de Maracaibo.
Su división es la siguiente: Tierras Bajas (llanura de Falcón, istmo de Paraguaná y la península de Paraguaná) y Tierras Altas (Sierra de San Luis, Sierra Buena Vista, Sierra Baraque y Sierra Churuguara).

## Características

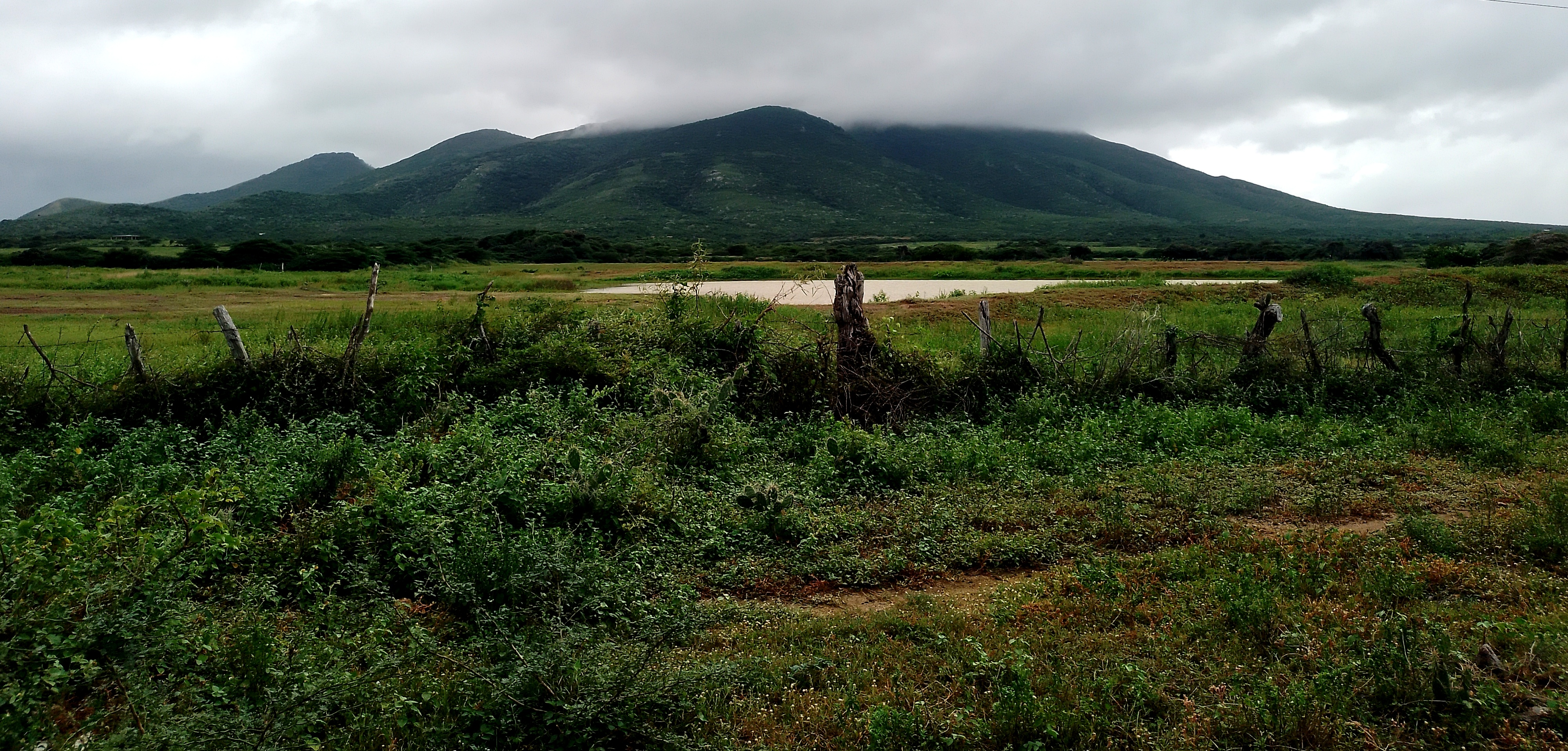
Cerro Santa Ana en Paraguaná.

- Este sistema abarca 6 estados del territorio nacional de Venezuela.

- Es el único sistema de relieve en incluir a las dunas de arena del parque nacional Los Médanos de Coro como parte del sistema ya que estas alcanzan un máximo de 21m s. n. m.

- Desde sus puntos más altos se observan otras formaciones.

- En Paraguaná son el monumento natural cerro Santa Ana y la Reserva biológica Montecano.

## Constitución y relieve
El relieve continental se caracteriza por la presencia de un conjunto de sierras que se orientan en sentido general este-oeste y entre las cuales se destacan las de Buena Vista, Churuguara y San Luis en el estado Falcón, Baragua y Matatare al norte del estado Lara y Aroa en el estado Yaracuy. También forma parte del Sistema la sierra Siruma o El Empalado. Esta última formación con orientación norte-sur es el límite natural entre el Sistema Coriano y la cuenca del Lago de Maracaibo. 
Las alturas son poco significativas, ya que escasamente rebasan los 1500 metros sobre el nivel del mar, como por ejemplo el cerro Galicia en la Sierra de San Luis con 1600 m. s. n. m. . Sin embargo, en la parte oeste, concretamente en la sierra Siruma o serranía del Empalado, las cumbres son de mayor altura: aquí se encuentran los cerros Socopó (1571 m) y Cerrón (1990 m). Así mismo, la Sierra de Aroa al norte de Yaracuy posee alturas significativas.
Esta fue una de las últimas áreas en emerger del mar. Inicialmente fue una cuenca marina, en la cual se depositaron gruesas capas de sedimentos a partir del período Cretáceo. Posteriormente, los movimientos orogénicos que formaron los Andes influyeron también en esta porción del país, determinando la formación de sierras, colinas y depresiones en cuya constitución predominan areniscas, lutitas, conglomerados y calizas.

## Vegetación, clima e hidrografía

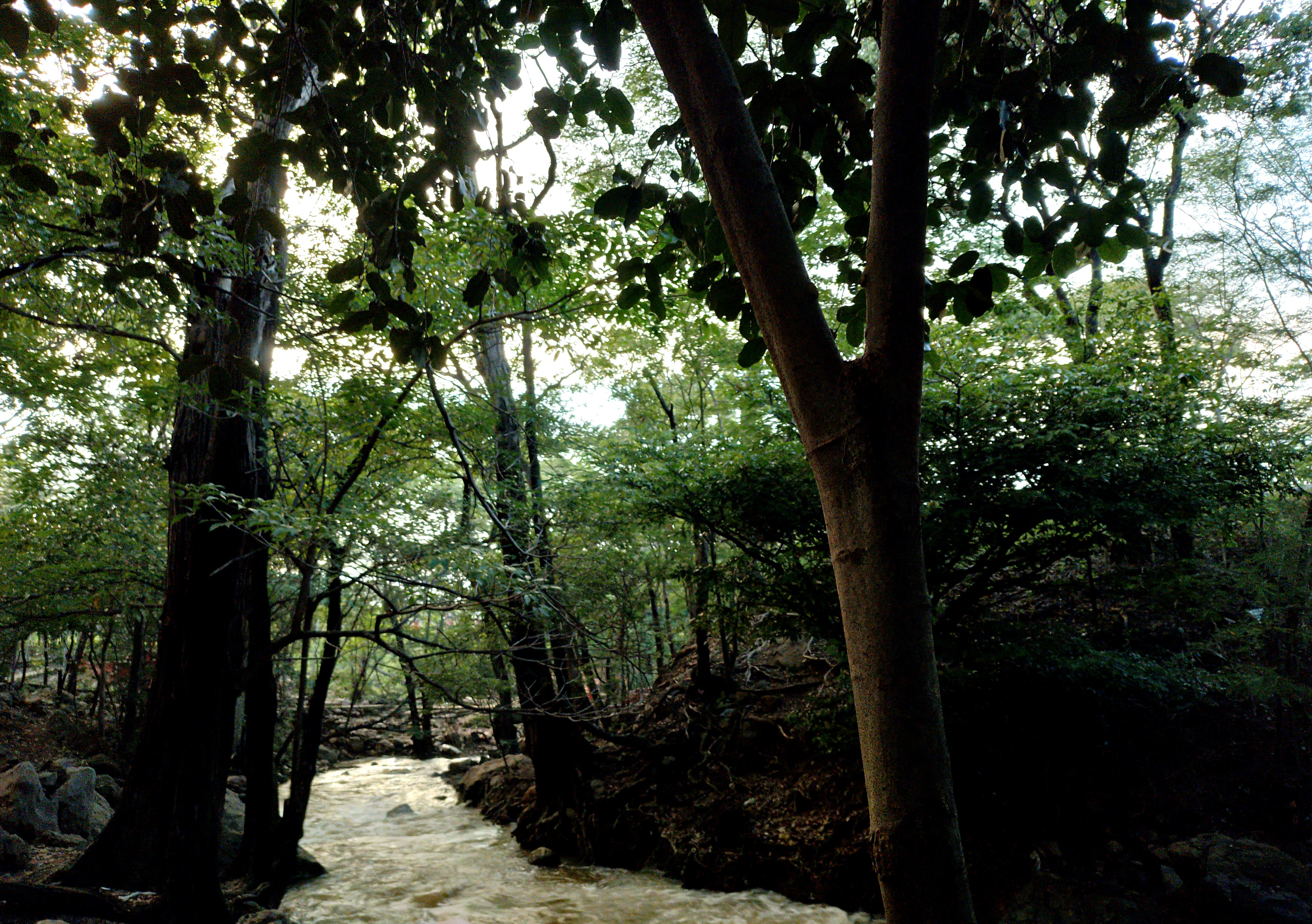
Rio Meachiche

En las partes de relieve más elevado, el sistema ofrece una vegetación de bosques montanos caducifolios, ya que las sierras, al oponerse al paso de los vientos procedentes del mar, provocando un aumento de la pluviosidad. En tanto en los valles intramontanos la vegetación es del tipo xerófila.
En la sierra de San Luis nacen los ríos Hueque y Ricoa, considerados como los más importantes del Estado Falcón después del caudaloso río Tocuyo. . Estos se abren paso a través de los valles intramontanos hacia el mar Caribe. El río de mayor caudal que desemboca en las costa del Golfo de Venezuela es el Matícora, que nace en las cumbres de la sierra de Siruma.
Desde la sierra de Churuguara y Matatare provienen importantes tributarios que alimentan al río Tocuyo que forma la cuenca más grande del Sistema Coriano. El Tocuyo nace en los Andes venezolanos en los límites entre el estado Trujillo y Lara, atravesando la Depresión de Barroquismo-Carora y bordeando por el Sur la Sierra de Coro para desembocar en el estado Falcón cerca de la población de Tocuyo de la Costa. Constituye el río más grande en desembocar en el Caribe venezolano.

## Costas

### Constitución y relieve
La costa está caracterizada por la presencia de la península de Paraguaná, que fue originalmente un saliente rocoso, que luego se unió al continente por un estrecho istmo de 30 km de largo y 5 km de ancho, el cual está cubierto de médanos o dunas, por lo cual se le ha llamado Istmo de los Médanos de Coro. Estas dunas o campos de arenas se han formado por la persistencia de vientos alisios y de las aguas marinas en dicho sector. Justo al sur del istmo se encuentra asentada la ciudad de Coro, que le da nombre al Sistema.
La línea costera ubicada al oeste del istmo la conforma las riveras del Golfo de Venezuela y del Golfete de Coro, y se trata de franja llana, arenosa y de playas bajas muy sedimentadas y de vegetación predominantemente xerófita de unos 40 km de ancho en promedio y que se cierra precisamente en Coro donde alcanza su menor anchura (unos 5 km). Esta llanura costera se interrumpe por la formaciones montañosas que caracterizan al Sistema Coriano.
La costa oriental está conformada por valles marinos generados por las estribaciones de los sistemas montañosos del interior y formaciones aisladas. El extremo oriental costero del Sistema Coriano está conformado por una región aluvial muy fértil conformada por los valles de los ríos Tocuyo, Aroa y Yaracuy, donde se desarrolla una intensa actividad agropecuaria. En esta región se encuentra el parque nacional Morrocoy compuesto por formaciones coralinas, cayos, marismas, golfetes y el cerro de Chichiriviche que genera una industria turística que está potenciada por su excelente ubicación geográfica cerca a las más importantes ciudades venezolanas.

### Vegetación, clima e hidrografía
En la península de Paraguaná y en la costa occidental predomina un bosque xerófilo de espinar, indicador de un clima en el cual predominan las temperaturas elevadas (26 a 30 °C), una pluviosidad escasa (200 a 500 mm) y una alta evaporación que determina un déficit en la humedad del suelo. Este paisaje vegetal presenta interrupciones en la sección litoral, donde también es posible ubicar formaciones de manglares. En tanto que en la costa oriental las precipitaciones se incrementan llegando la vegetación a ser de sabana (clima AW).
Paradójicamente, las ciudades más importantes del estado Falcón se sitúan en la sección de menor pluviosidad que está constituido por la franja occidental de la costa y la península de Paraguaná: Coro, Punto Fijo, Punta Cardón y La Vela de Coro. La escasez de agua ha sido compensada con la construcción de embalses ubicados en las distintas sierras que constituyen el Sistema Coriano, entre los cuales están El Isiro, Hueque y Matícora. En la actualidad está en construcción en acueducto más grande de Venezuela que lleva el preciado líquido desde este último embalse hasta esta ciudades de mayor población cita requerida[cita requerida].

## Depresión Barquisimeto-Carora

### Constitución y relieve
Se ubica en el sur del Sistema Coriano y ocupa la parte central del Estado Lara. Forma parte del mismo relieve de transición que distingue a la Cordillera de la Costa y a la Cordillera de los Andes.
En esta depresión aflora una ancha zona de rocas compuestas por lutitas, limolitas, areniscas, conglomerados y calizas del Cretáceo y del Paleoceno-Eoceno.
Se trata, en realidad, de dos depresiones de escasa altitud (400 a 700 m), la de Barquisimeto y la de Carora, separadas por un relieve dominado por pequeñas sierras y colinas de color blancuzco, entre las cuales sobresalen cerros como Saroche, Yavito y Alvarado, este último con una altura superior a los 1000 m.
La sección de Barquisimeto se muestra como una fosa, posiblemente de origen tectónico, flanqueada por dos pilares tectónicos: la sierra de Portuguesa y de Aroa. Esta fosa prosigue hacia el este a través del valle del Yaracuy.
En la depresión Barquisimeto-Carora, donde las rocas no se hallan metamorfizadas, las calizas se prestan a la acción química de las aguas, lo cual da lugar a la formación de cuevas y otras manifestaciones cársticas, como ocurre en Carora, Quíbor, El Tocuyo y Sarare.

### Vegetación, clima e hidrografía
Desde el punto de vista de la vegetación, el área se caracteriza por la ausencia de una densa cobertura vegetal, debida a la sequedad del clima. El Estado Lara, en su parte central, constituye un verdadero bolsón xerófilo, interrumpido por la presencia del fértil valle del río Tocuyo.
Este río, el mayor de la zona, tiene un curso aproximadamente de 320 km, nace en el páramo de Cendé, en los Andes trujillanos y vierte sus aguas en el mar Caribe, cerca de las poblaciones del Tocuyo de la Costa y Boca del Tocuyo (Estado Falcón) donde forma un amplio valle marino. El valle de este río ha hecho posible el desarrollo de una actividad agrícola regionalmente importante, en la cual sobresale el cultivo de hortalizas y de caña de azúcar.
Las poblaciones se establecieron a orillas de los cursos permanentes de agua, como ocurrió con Carora y el río Morere, Tocuyo y río del mismo nombre y Barquisimeto y el río Turbio, pues uno de los grandes problemas del área es la escasez de agua. Estas ciudades han alcanzado un gran crecimiento demográfico y económico. El río Turbio pertenece a la cuenca del río Orinoco.

## Depresión Turbio-Yaracuy

### Constitución y relieve
Se ubica entre la Sierra de Aroa y el Macizo de Nirgua, el cual es parte de la Cordillera de la Costa, por lo que es el límite natural entre esta última formación y el Sistema Coriano. Se trata de un área ocupada por el amplísimo valle del río Yaracuy, que se comporta como una prolongación hacia el norte del valle del río Turbio.
La depresión Turbio-Yaracuy, desde el punto de vista tectónico, es una fosa cubierta de sedimentos originados en la era Antropozoica. Esta circunstancia ha facilitado la formación de valles muy fértiles, en los cuales se efectúa una actividad agrícola bastante dinámica, a su vez, de un poblamiento que originó centros urbanos de significación como San Felipe, Chivacoa y Yaritagua.
El relieve de esta depresión se comporta con pocas diferencias de nivel y ocupa una extensión cuya anchura promedio oscila entre los 15 y 25 km. La anchura resulta desproporcionada con el cauce del río, y esto es lo que permite la hipótesis de su origen tectónico. La altitud en Yaritagua es de 374 m y en San Felipe, de 227 m.

### Vegetación, clima e hidrografía
En esta depresión, la vegetación predominante está representada por la selva higrófila megatérmica y los bosques caducifolios, lo cual se explica por las altas temperaturas que se manifiestan durante el año y la abundante pluviosidad que se registran, como consecuencia de los vientos alisios del noreste (octubre-diciembre) y alisios del sureste (abril-septiembre), que se manifiestan como consecuencia de la configuración del relieve. Estos vientos descargan aquí gran parte de la humedad que transportan.
El río Yaracuy recorre esta depresión a lo largo de 135 km, siguiendo el fondo de la fosa en una dirección suroeste-noreste, hasta desembocar en el mar Caribe. La sección meridional de la misma está drenada por el río Turbio, que aporta sus aguas al Orinoco por intermedio del río Cojedes.

## Ciudades de la región
- Coro
- Barquisimeto
- San Felipe
- Punto Fijo
- Yaritagua
- El Tocuyo
- Carora
- Cumarebo
- Tucacas
- Aroa
- Churuguara
- Tocuyo de la Costa
- Siquisique
- Dabajuro
- Mene de Mauroa
- Bariro
- Duaca
- Marín
- Chivacoa